# Égypte : 1156 av. J.-C. - L'Énigme de la tombe royale
Égypte : 1156 av. J.-C. - L'Énigme de la tombe royale est un jeu d'aventure historique à dimension éducative développé en 1997 par Cryo Interactive. C'est le premier jeu de la série Égypte. Il est suivi par deux autres jeux reprenant le même thème, avec des personnages et des intrigues différents : Égypte II : La prophétie d'Héliopolis (2000) et Égypte III : Le Destin de Ramsès (2004, Kheops Studio).

## Synopsis
Ramosé est un jeune Thébain dont le père a été accusé d'avoir pillé la tombe de Séthi Ier. Il mène donc son enquête pour l'innocenter. Il arrive de nuit devant la tombe du pharaon. Aidé par plusieurs membres de l'équipe qui travaille au creusement et à la décoration de la tombe, Ramosé découvre une pierre sur laquelle est dessiné un plan de la tombe et un singe, signe caractéristique d'Hori, un des dessinateurs ayant travaillé dans la tombe. Ramosé part donc enquêter au village de Deir el-Médineh pour retrouver son homme, qui git mort dans sa cave. Les preuves trouvées sur les lieux du meurtre accusent un menuisier qui est parti pour l'atelier des embaumeurs.
Le lendemain, Ramosé se rend dans l'atelier en question où il découvre un complot plus vaste. Par la ruse, il réussit à se faire passer pour l'un des conjurés. Ceux-ci l'emmènent à une tombe où se déroule l'enterrement d'un noble. Ramosé descend dans la chambre funéraire et y est emmuré, mais il réussit à s'échapper par un tunnel qui le mène à la tombe en construction d'un autre noble, Panéhesy, où une pleureuse l'attend. Elle le conduit à la villa du noble qui a organisé une grande fête.
Se faisant passer pour un invité, Ramosé réussit à trouver un plan de la salle hypostyle du temple de Rê à Karnak. Il échappe ensuite à Panéhesy furieux. Au temple, Ramosé découvre des pièces du butin dérobé et des documents accusant Ptahnéfer, un proche du pharaon actuel. Son père est donc innocenté.

## Système de jeu

### Généralités
Comme Versailles et Chine, Égypte utilise la technologie omni 3D qui permet d'observer le décor en ayant une vue à 360° depuis un point fixe. Cette technologie permet l'utilisation d'images déjà rendues et stockées offrant plus de détails que dans les autres jeux vidéo. Toutes les actions se font à l'aide de la souris (méthode "Point & Click").

### Visite et encyclopédie
Le mode visite permet au joueur d'explorer les lieux du jeu tout en ayant la possibilité d'obtenir de plus amples informations sur l'Égypte en cliquant quand le curseur se transforme en point d'interrogation. Ceci donne accès à une base documentaire contenant de nombreuses fiches réparties en cinq catégories : la Terre, le Temps, les Hommes, Pharaon et les Dieux. Chaque fiche présente un court texte et une illustration.

## Bande-son
La bande-son est composée de musiques égyptiennes actuelles (Egypt: Music of the Nile from the Desert to the Sea, Virgin Records, 1997). Le sound design a été dirigé par Pierre Estève. 

## Accueil
- Adventure Gamers : 2/5 (PC)[2]
- Jeuxvideo.com : 13/20 (PS1)[3]